# Yves Bourgault
 (mars 2019).
Si vous disposez d'ouvrages ou d'articles de référence ou si vous connaissez des sites web de qualité traitant du thème abordé ici, merci de compléter l'article en donnant les références utiles à sa vérifiabilité et en les liant à la section « Notes et références ».
Pour les articles homonymes, voir Bourgault.
Yves Bourgault, né en 1950, était un membre du Front de libération du Québec.
Il était étudiant du cégep du Vieux Montréal et militant du Front de libération du Québec qui a été appréhendé en mars 1970 et trouvé coupable de possession de matières explosives et de libelle séditieux en lien avec la crise d'octobre 1970.